# Ghiacciaio McManus
Il ghiacciaio McManus è un ghiacciaio situato sulla costa nord-occidentale dell'isola Alessandro I, al largo della costa della Terra di Palmer, in Antartide. Il ghiacciaio, il cui punto più alto si trova a oltre 700 m s.l.m., nasce dal nevaio Nichols e fluisce verso nord, scorrendo tra il monte Wilbye, a ovest, e il monte Ohridsky, a est, fino a unire il proprio flusso a quello del ghiacciaio Palestrina, vicino allo sbocco di quest'ultimo nella baia di Lazarev.

## Storia
Il ghiacciaio McManus è stato oggetto di una ricognizione aerea effettuata nel 1975-76 dal  British Antarctic Survey (BAS) ed è stato così battezzato nel 1980 dal Comitato britannico per i toponimi antartici in onore di Alan James McManus, un cuoco del BAS presso la stazione di ricerca Faraday e quella di Grytviken, nel 1971-73, e presso la stazione di ricerca Rother, sull'isola Adelaide, nel 1975-78.